# スー・シルベスター
スーザン・シルベスター（Susan "Sue" Sylvester）はフォックス放送のテレビドラマ『glee/グリー』に登場する架空の人物。演者はジェーン・リンチで、日本語版の吹き替えは野沢由香里が担当する。

## 概要
『glee/グリー』では2009年5月19日に初回放送された「新生グリー誕生」で登場した。スーは『glee/グリー』の製作者 ライアン・マーフィー、ブラッド・ファルチャックとイアン・ブレナンによって生み出された。スーは主に番組の悪役的存在である。
当初、リンチが多忙だったため、ABCの番組に出ている間は脇役扱いだった。番組が終ると、スーは主な登場人物となった。

## 人物像
スーはウィリアム・マッキンリー高校でチアリーダーのコーチを務め、学校中の人をいじめている。学校の限られた予算を巡って学校のグリー部と争っており、グリー部のメンバーと特に顧問のウィル・シュースター（マシュー・モリソン）にちょっかいを出している。侮辱されたり、自分の思い通りにいかないと激昂し、生徒（特にグリークラブ）に危害を加えたり、校内の物を破壊するなど気性が荒い性格であるが、ダウン症の姉の看病をしたり、オリビア・ニュートンジョンとのPVで儲けた稼ぎを全額姉の施設に寄付するなど心優しい面もみせる。家にはこれまで獲得したトロフィーが所狭しと置かれており、家政婦アメルダによると一番のお気に入りは1985年の州大会のトロフィーである。マドンナが自分から盗んだ名言を言っている、ウィルソン・フィリップスでタンバリンを担当していた、マイケミカルロマンスのドラマーと男女の中にあるなど数々の妄言を残している。

## 評価と影響

### 評価
評論家たちから絶賛されており、『ロサンゼルス・タイムズ』のメアリー・マクナマラは「リンチ1人だけで『glee/グリー』を見る価値が生まれる」と評した。また『エンターテインメント・ウィークリー』のケン・タッカーはスーを「偉大なブロードウェイミュージカルの悪役が茶の間へ進出した」と称えた。2011年1月16日、リンチはゴールデングローブ賞助演女優賞をスー役で獲得、同じくエミー賞コメディ部門助演女優賞でも獲得した。

### 影響
リンチは2010年度ハリウッドのマダム・タッソー館蝋人形代表に選ばれた。リンチの蝋人形はスーとしてつくられた。人形の服とメガホンはタッソー側の著作物である。

## 外部サイト
- Sue Sylvester at Fox.com
- Sue Sylvester - インターネット・ムービー・データベース（英語）